# Cziráky-kastély (Lovasberény)
A Cziráky-kastély Lovasberényben, Fejér vármegyében található. A kastély Székesfehérvár felől érkezve a 811. számú főút (Vörösmarty utca) bal oldalán, parkban áll.

## Története

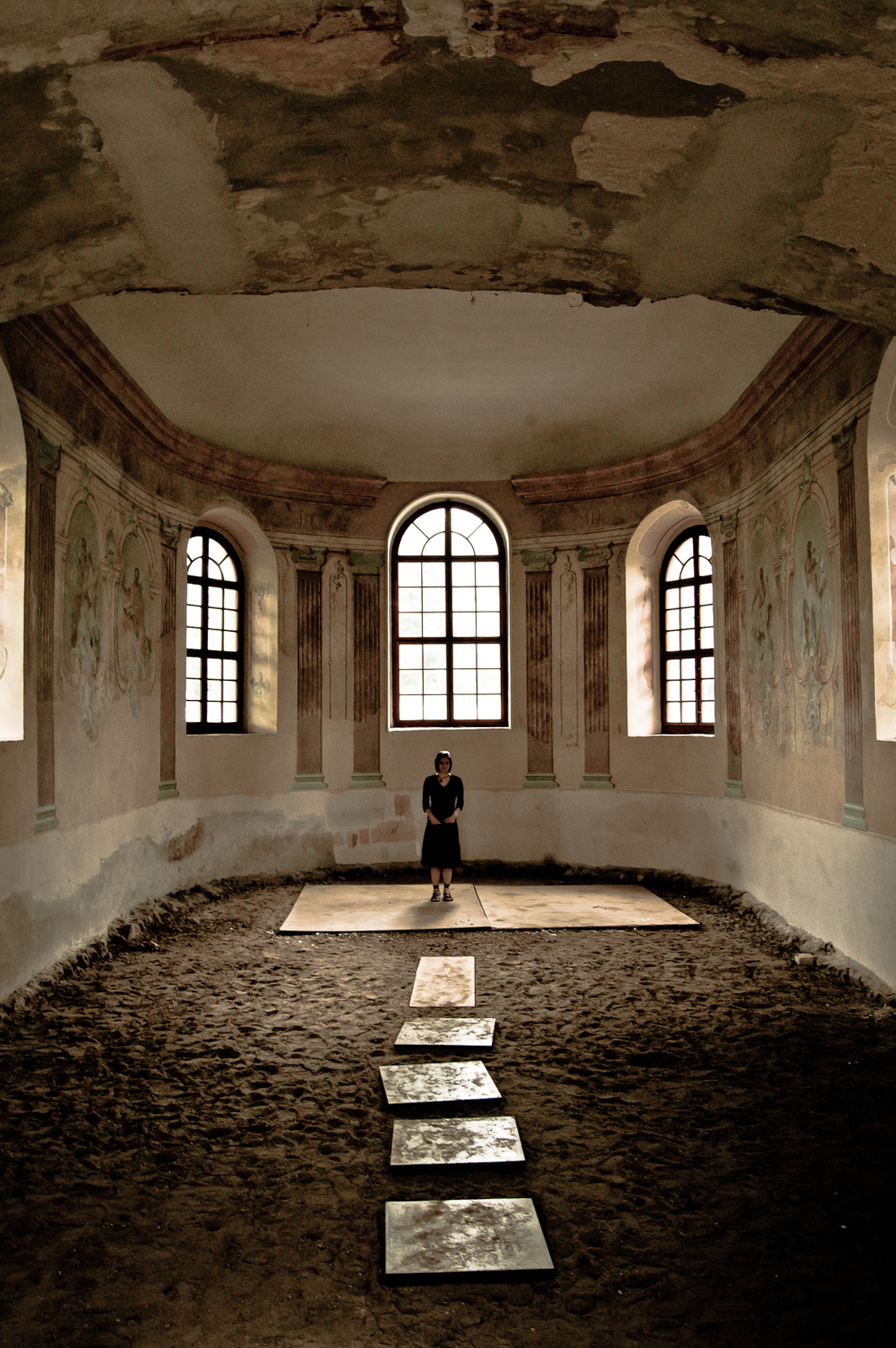
A kápolna belterének jelenlegi állapota

Az épületegyüttes legkorábbi része a Buzlay család birtoklása idején a 15. század végén épült, amely ma a délnyugati épületrészek alatt található. A kastély és a birtok 1698-ban gróf Siegbert Heister generális tulajdonába került, aki felújíttatta az épületet. Az ő nevéhez fűződik az egykori plébánia templomocska építése is. A gróf Cziráky család 1730 januárjában szerezte meg a kastélyt és a hozzá tartozó birtokot. Gróf Cziráky György 1763–1767 között bővíttette az épületet, az építőmester a székesfehérvári Rieder János volt. Cziráky György 1775-ben bekövetkezett halálát követően, birtokai és kastélya fivérére szálltak. Cziráky László további bővítéseket végzett az épületen, ekkor alakították ki az U alaprajzú épület barokk díszudvarát is. A kastély mai képét 1804–1810 között gróf Cziráky Antal Mózes idején nyerte el, az építész ekkor már a Rieder János fia Rieder Jakab volt, aki klasszicista stílusban álmodta meg a kastélyt. Ekkor készült el a kastély körüli nagy kiterjedésű (22 öl széles és 36 öl hosszú) angol tájképi park is, melyben bonyolult alaprajzú mesterséges tavat alakítottak ki kis vízeséssel, szigettel. Amely mellett a kitermelt földből halmozott dombok őrzik uruk és úrnőjük nevét (Antal és Rózsa domb). A parkban pálmaházat, vadászlakot, a patakon kőhidat, a tó partján romantikus halászkunyhót építettek. A kastélyt Cziráky Antal Mózestől fia, János örökölte. Az udvari szárnyak és sarokpavilonok 1850 körül épültek, az akkori építész Ybl Miklós volt. A kastélyt 1943-ban renoválták. Az államosítás után megindult a kastély és a park állapotának leromlása. A növényállomány nagy részét kivágták, kivéve a kastély előtt álló két hársfát, a park berendezéseit pedig széthordták. 1951-től gépállomás és irodák voltak benne. Felújítása 1996 óta folyik.

## Leírása
Szabadon álló, téglalap alakú főszárnyán és a szárnyvégi pavilonoknál egyemeletes, az L alakú pavilonokhoz hátranyúló mellékszárnyaknál földszintes, U-alaprajzú épület. Sávozott főhomlokzata 5+3+5 osztású, középen négy füzérdíszes ion oszlop által tartott portikusz található, melyet fogazatos-párkányos timpanon díszít, benne a füzérdíszekkel övezett Cziráky és Illésházy kettős címerrel. A középső rész földszinti nyílásai félkörívesek, melyek közül a két szélső ablak-,  a középső ajtónyílás. A homlokzat többi ablaka egyenes záródású. A földszint ablakai felett egyenes, álkonzolos díszű szemöldökpárkány húzódik. Az emelet négyzetes ablakai keretelés nélküliek. A portikusz mögött a félköríves záródású nyílások felett fríz van, rajta mitológiai domborművekkel. Hátsó homlokzata 2+3+2 tengelyes, közepén enyhén előrelépő rizalittal. A rizalit földszinti részén a három nyílás közül a középső az ajtó, a szélsők az ablakok, melyek egyenes záródásúak. A földszint további nyílásai szegmensíves záródásúak. Bal oldali hátranyúló szárnyának, külső oldalának nyílásritmusa 4+2+3+A+5, a belső oldalon A+9 tengelyes. A jobb oldali szárny külső oldala 4+5+3+3+3, belső oldala 11 tengelyes. Az emeletes sarokpavilonok háromtengelyesek. A kastély mögött egykor két szimmetrikus, földszintes, L alakú szárny épült. A jobb oldali részben már megsemmisült.

## Képek

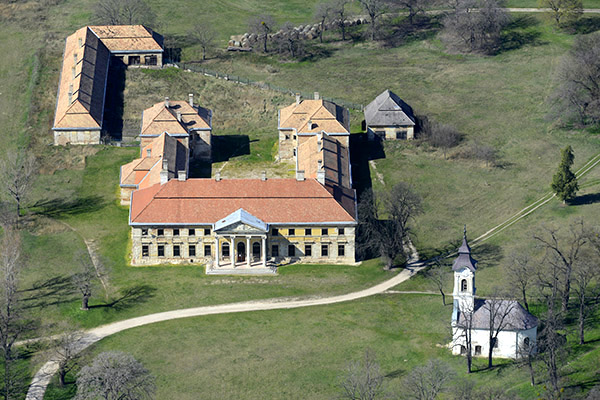
Légi fotó
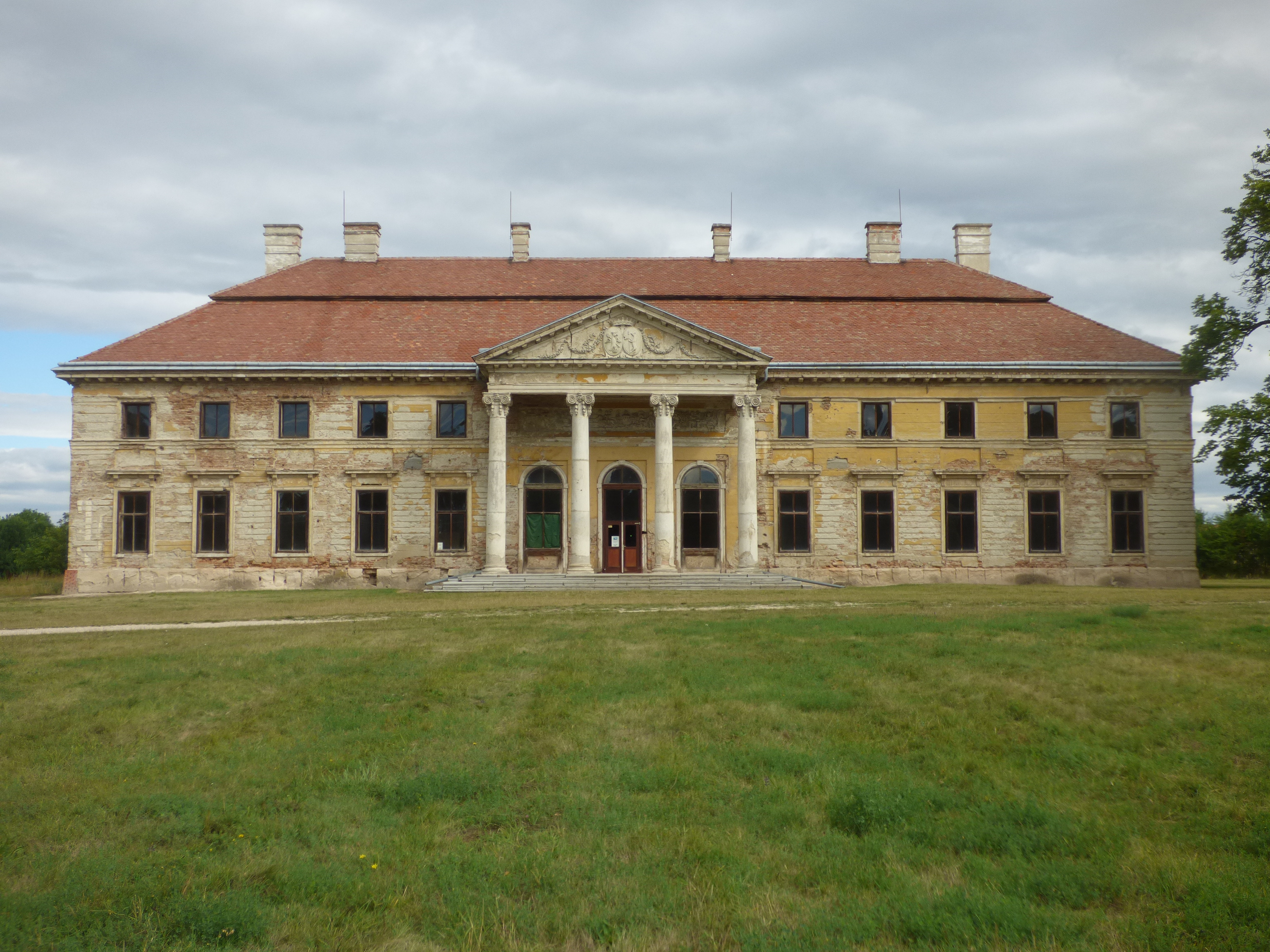
A fő homlokzat szemből nézve
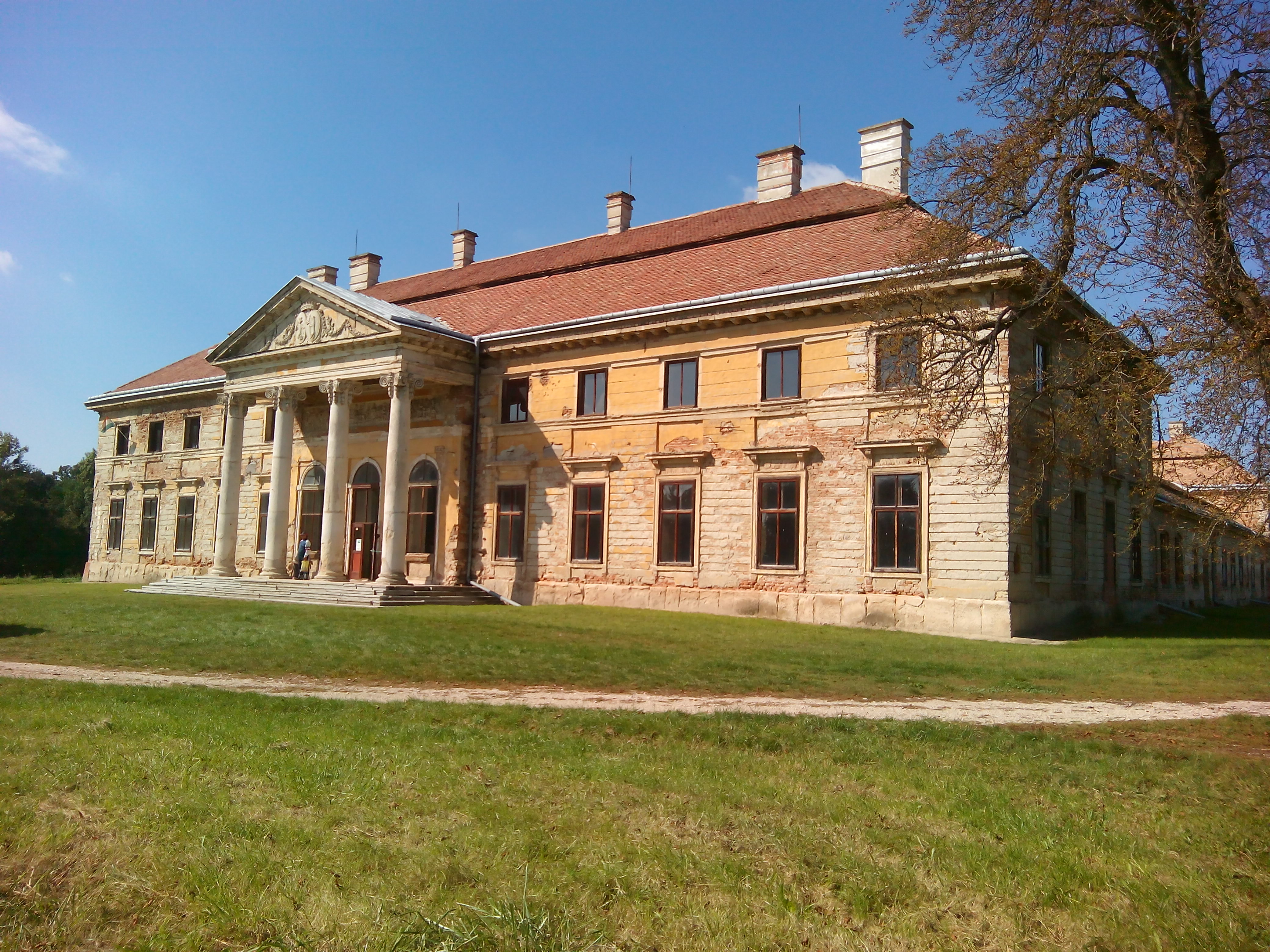
Homlokzati nézet
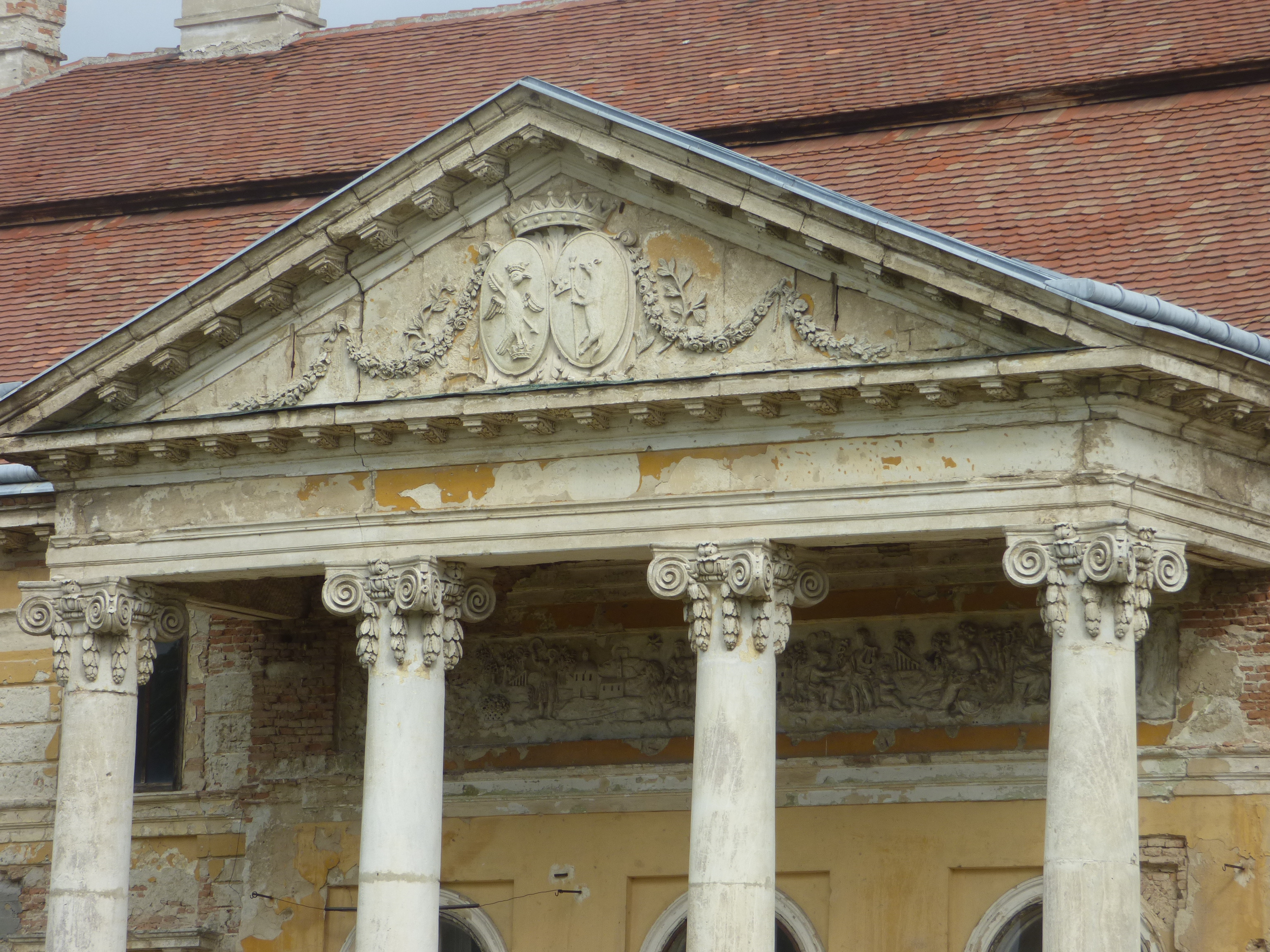
A homlokzat egy részlete
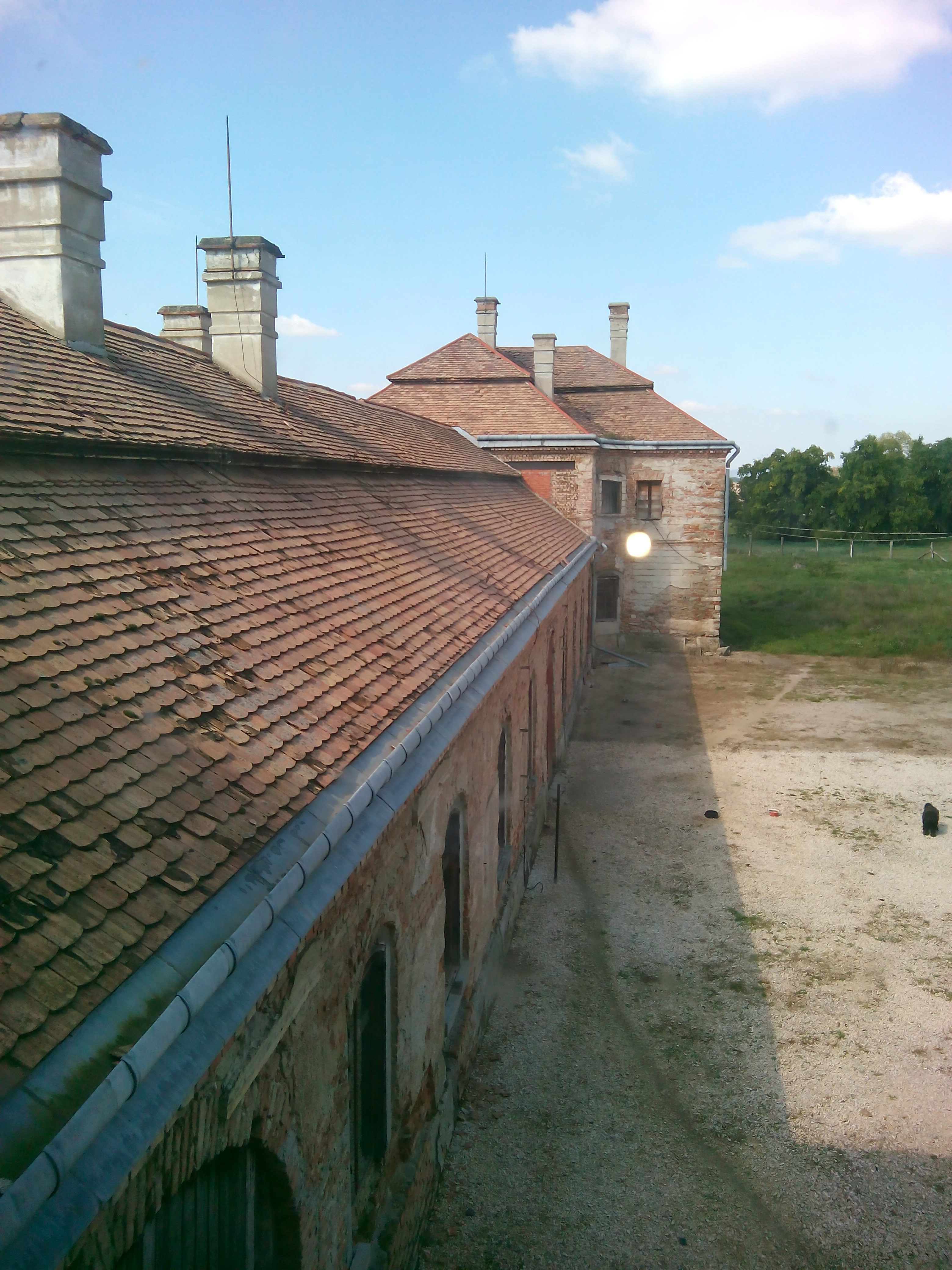
Kastélyudvar
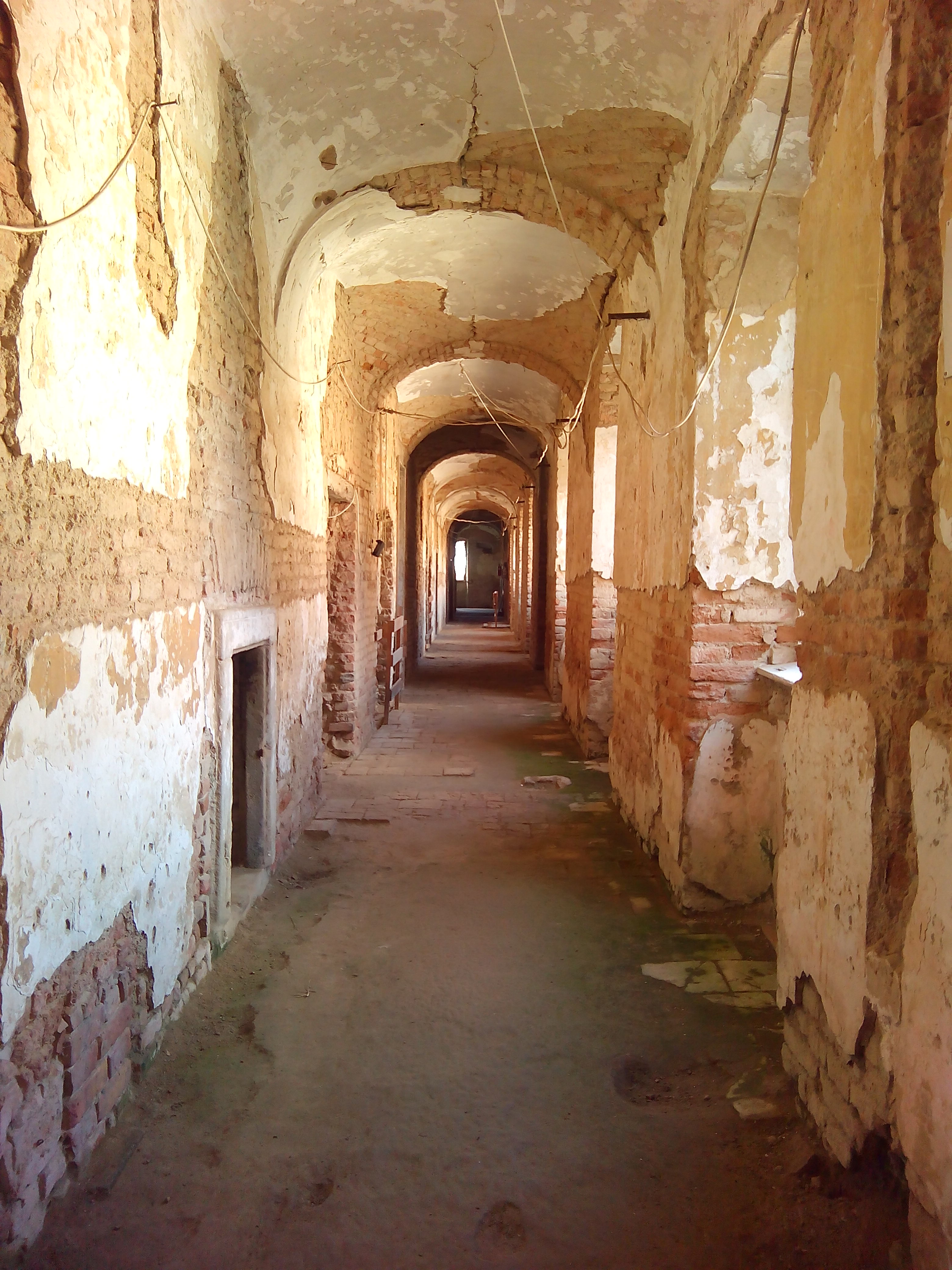
Földszinti folyosó
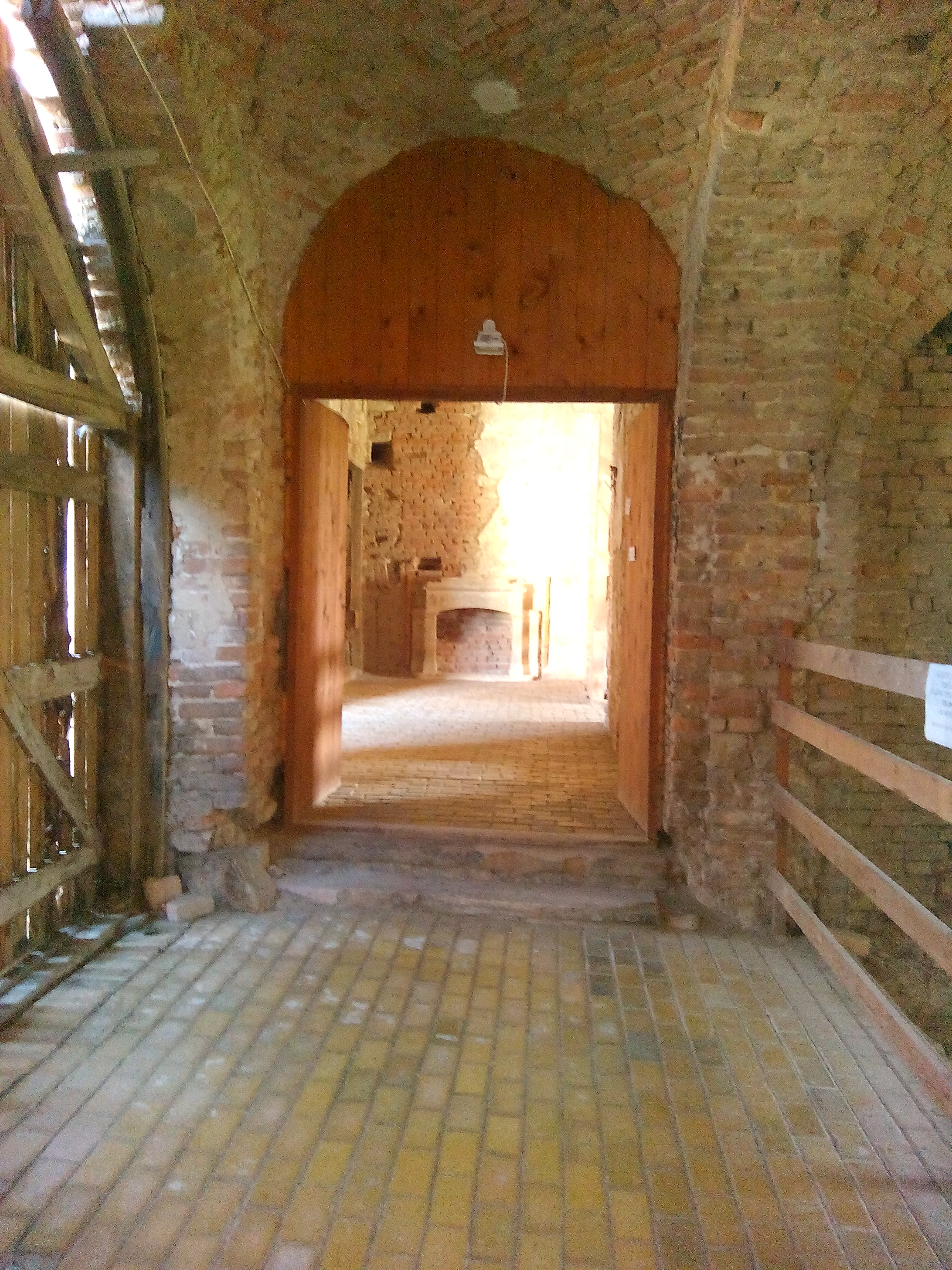
Földszinti terem
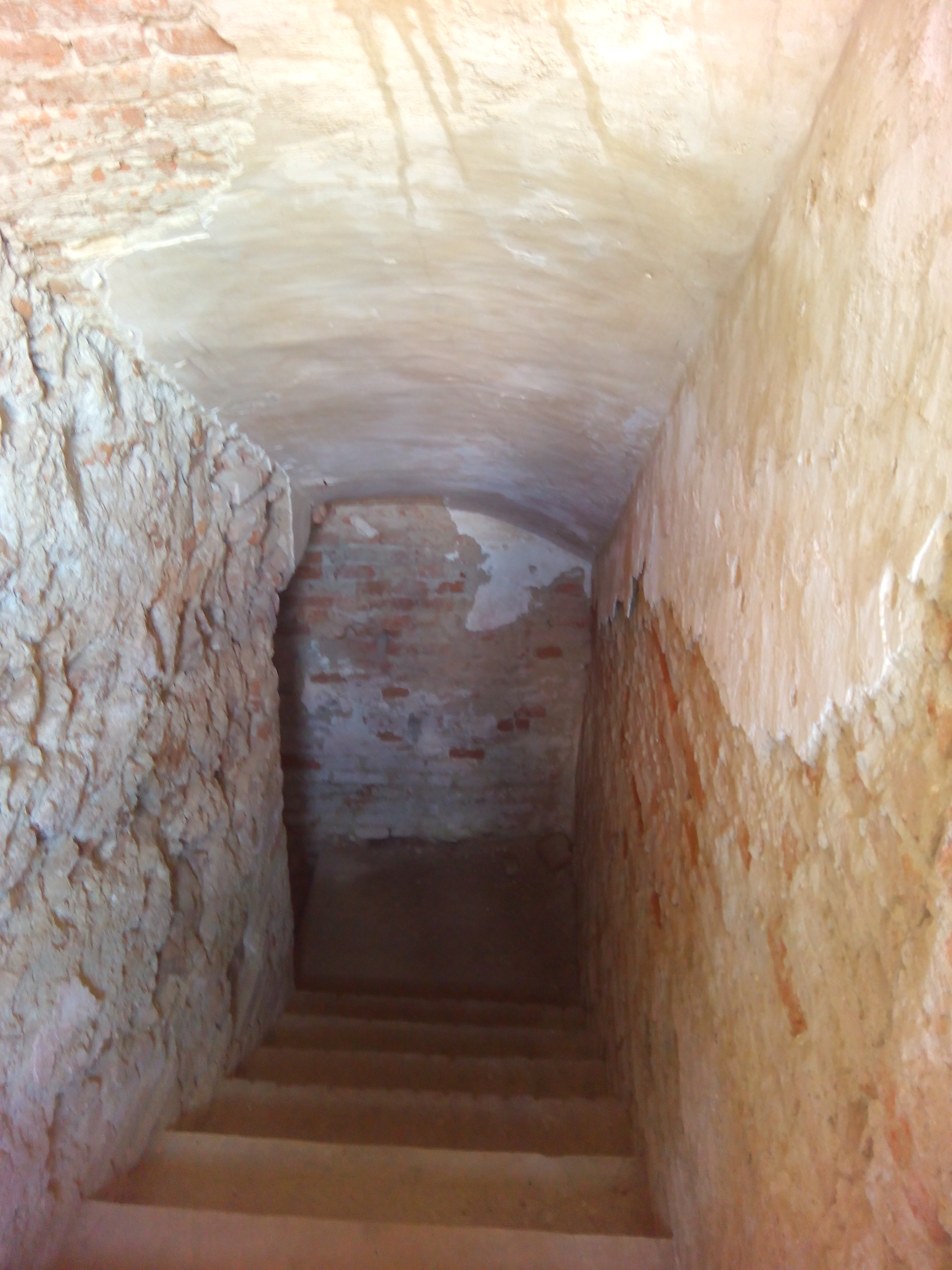
Lépcsőház
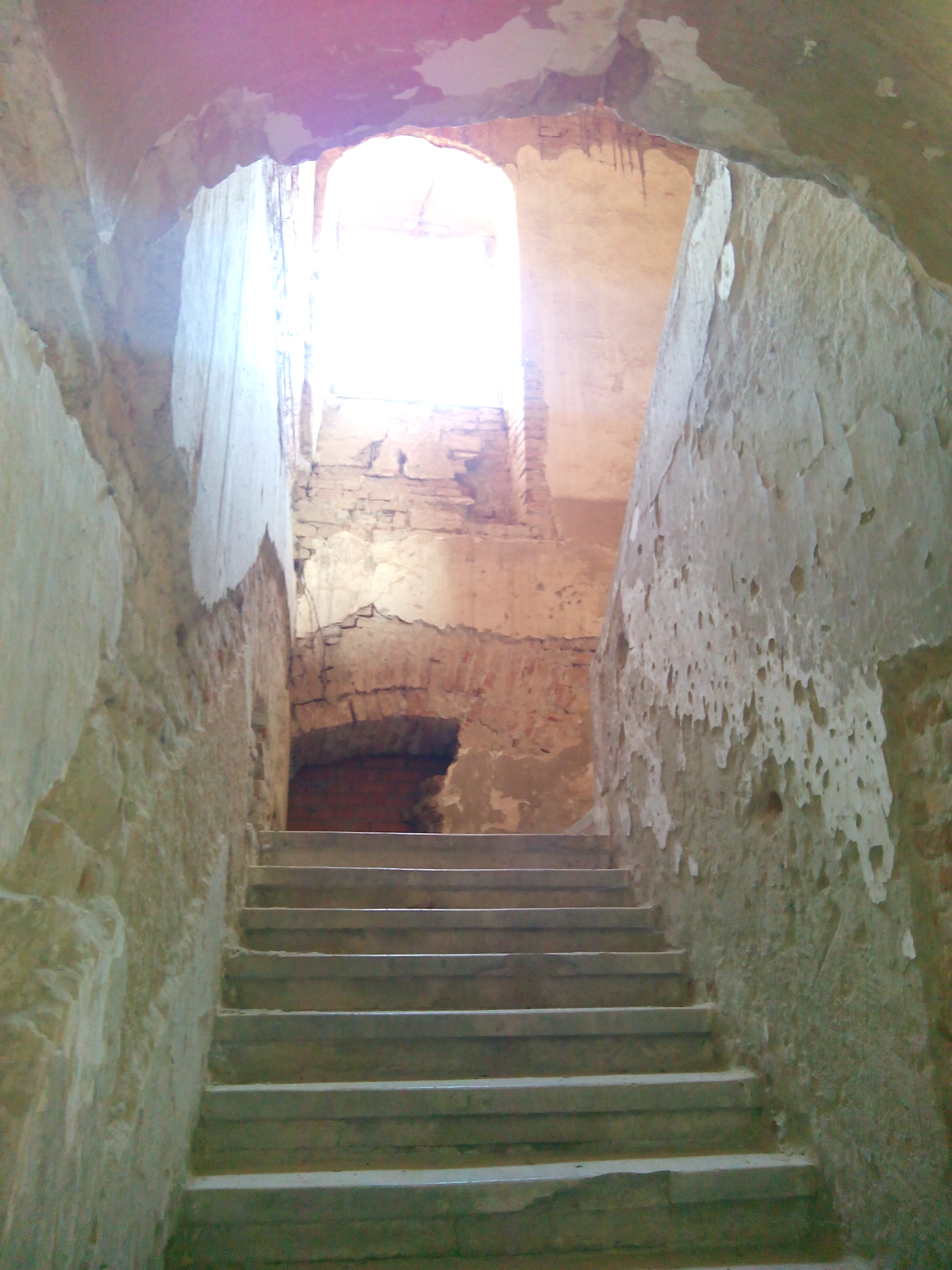
Lépcsőház
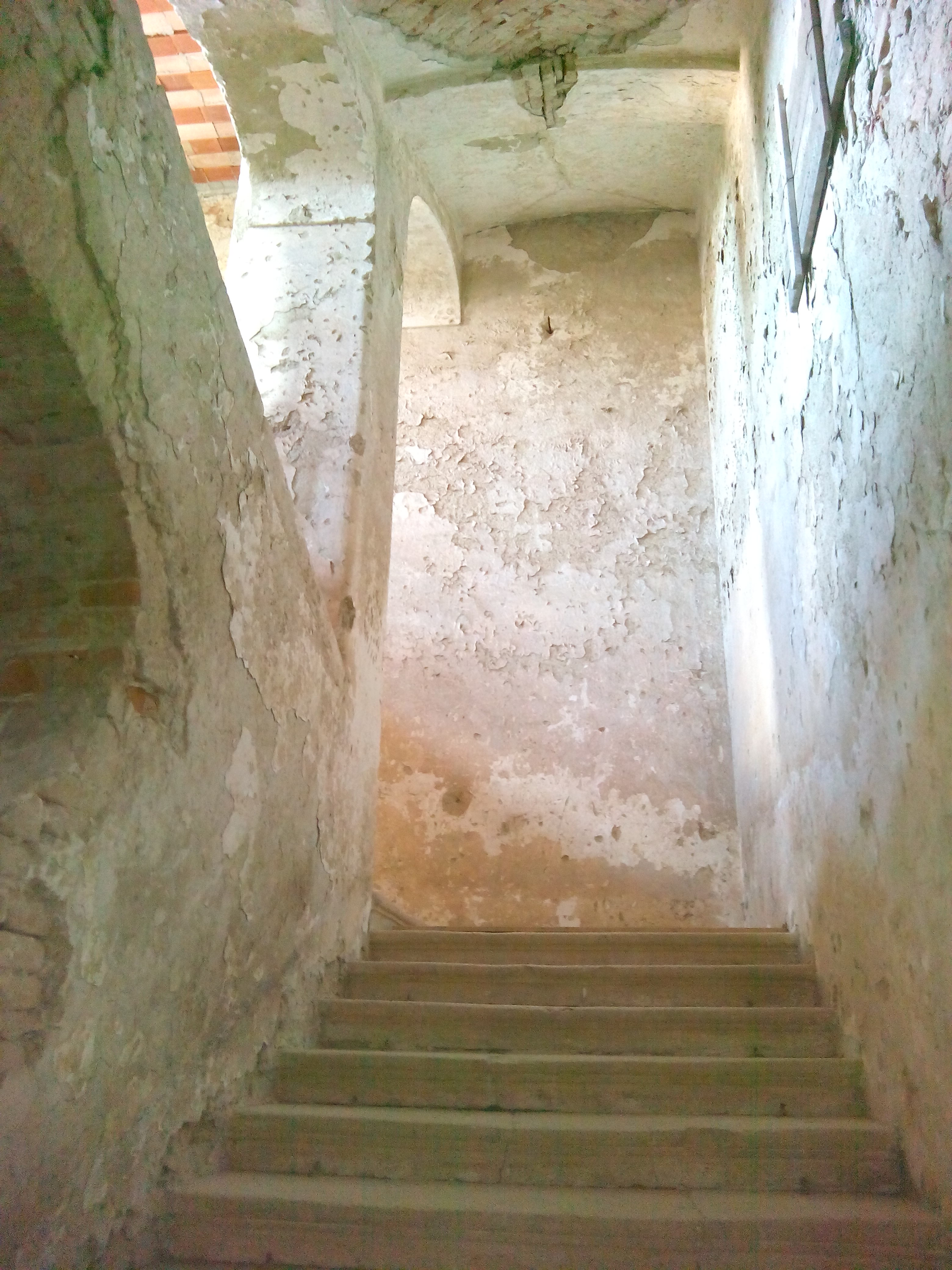
Lépcsőház
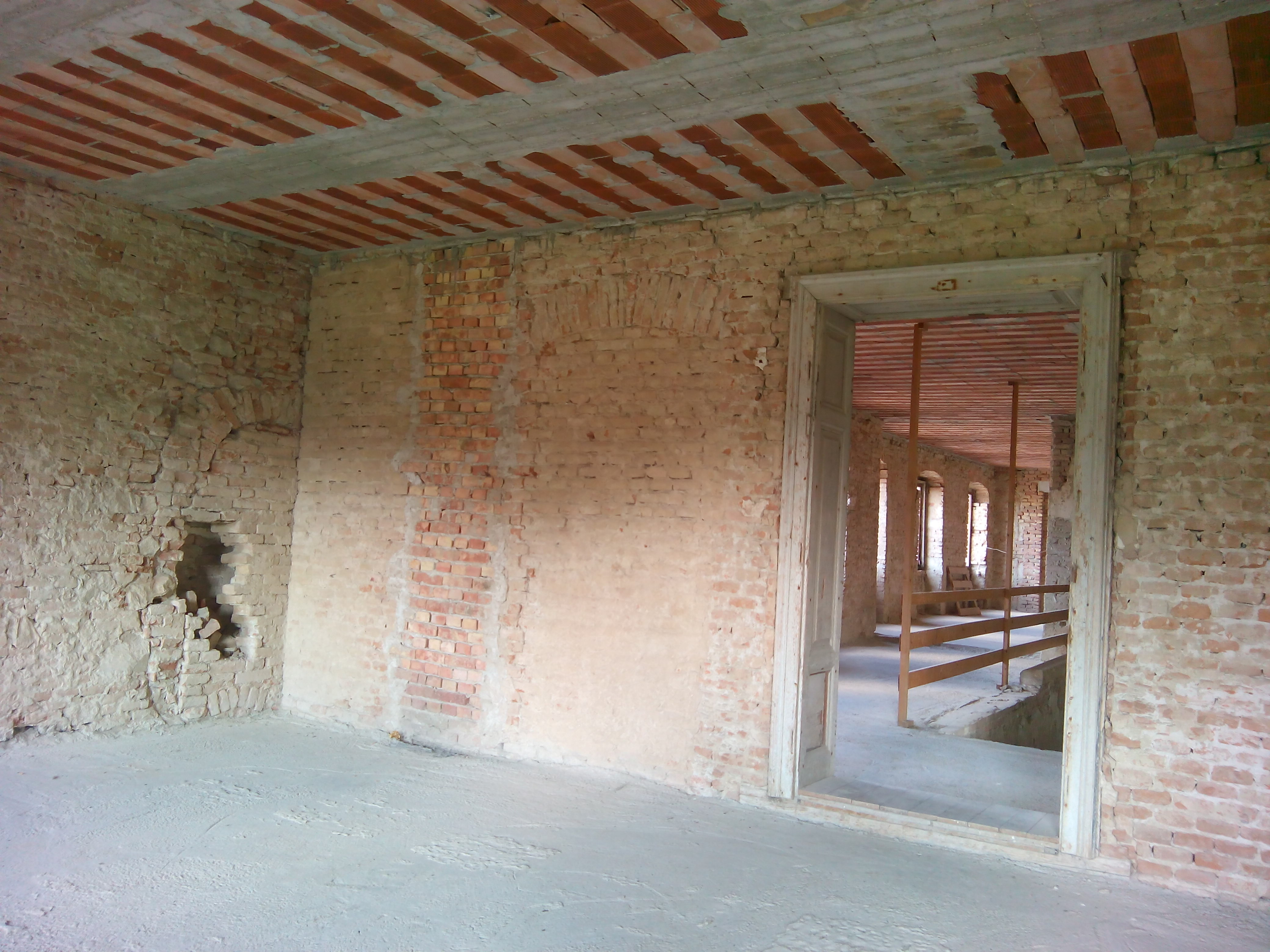
Emeleti terem
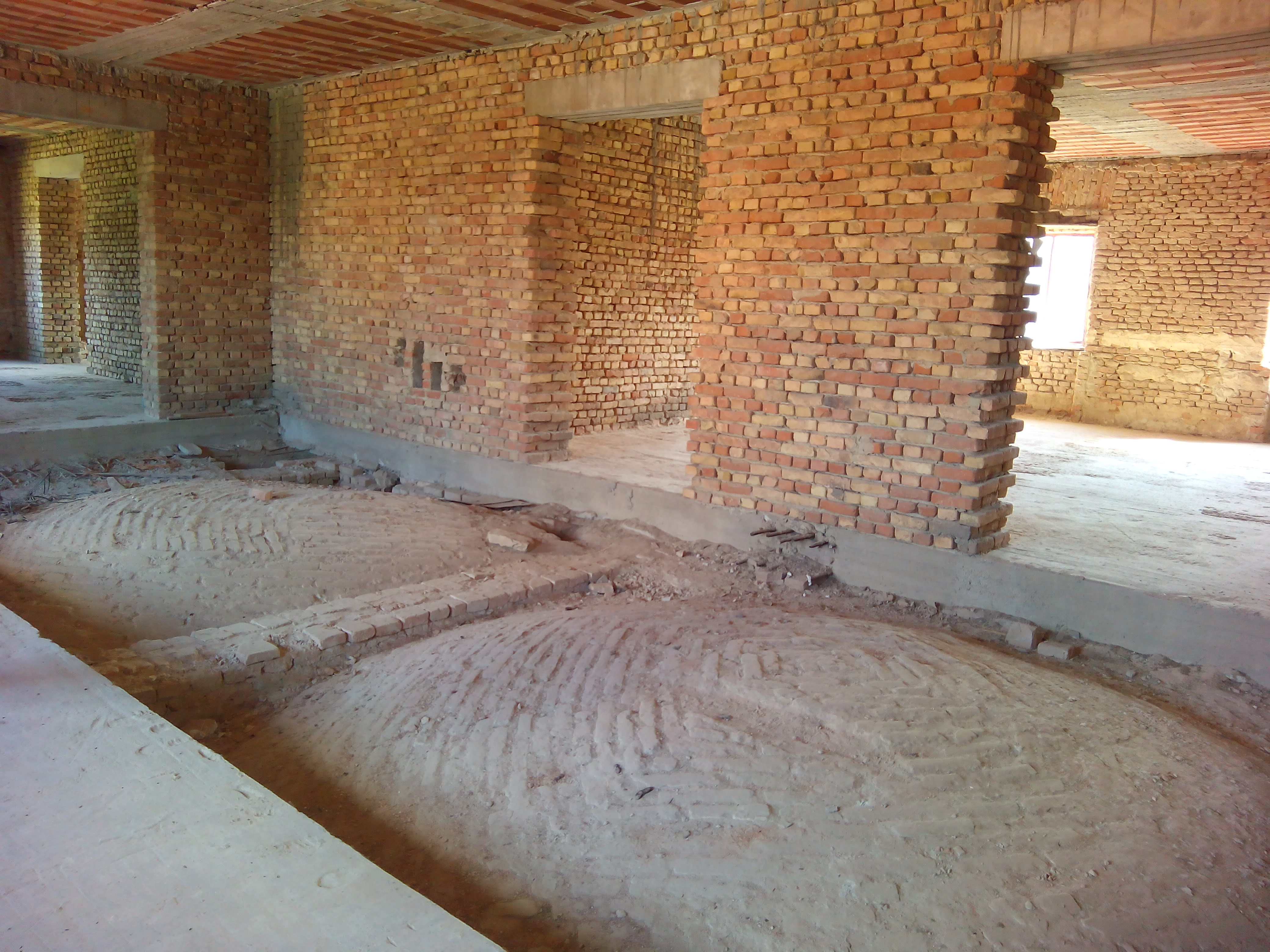
Emeleti terem
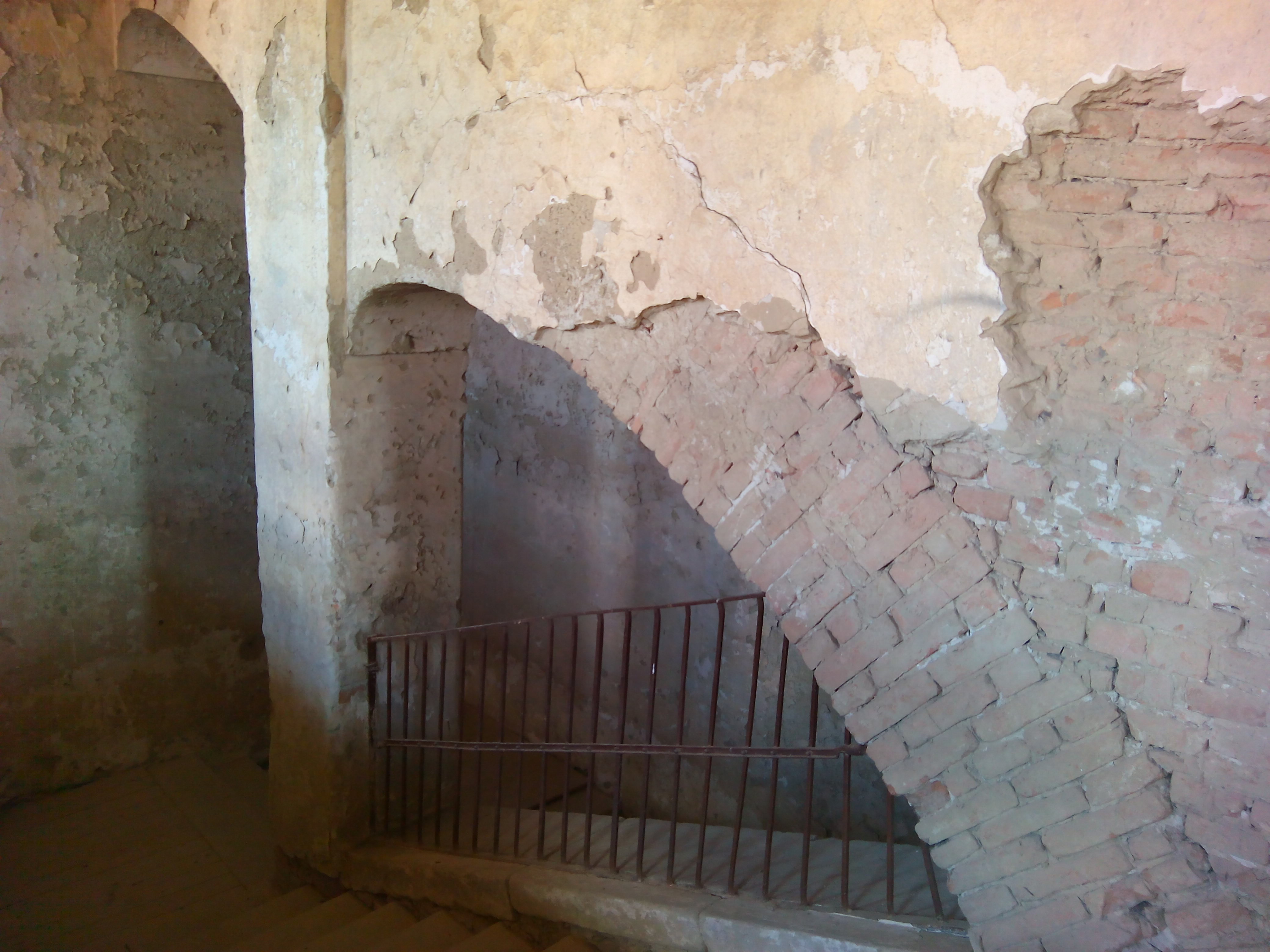
Lépcsőház
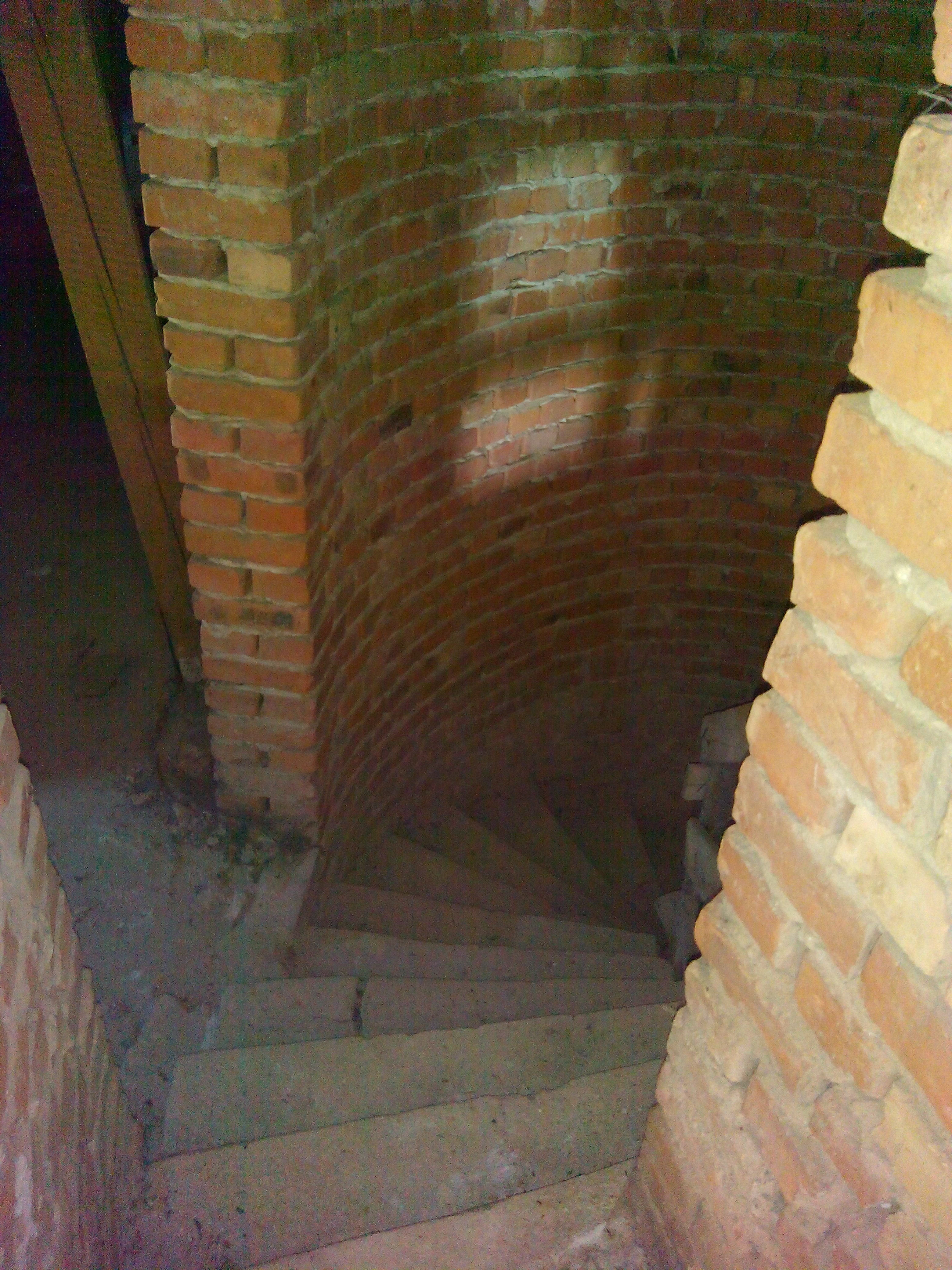
Csigalépcső
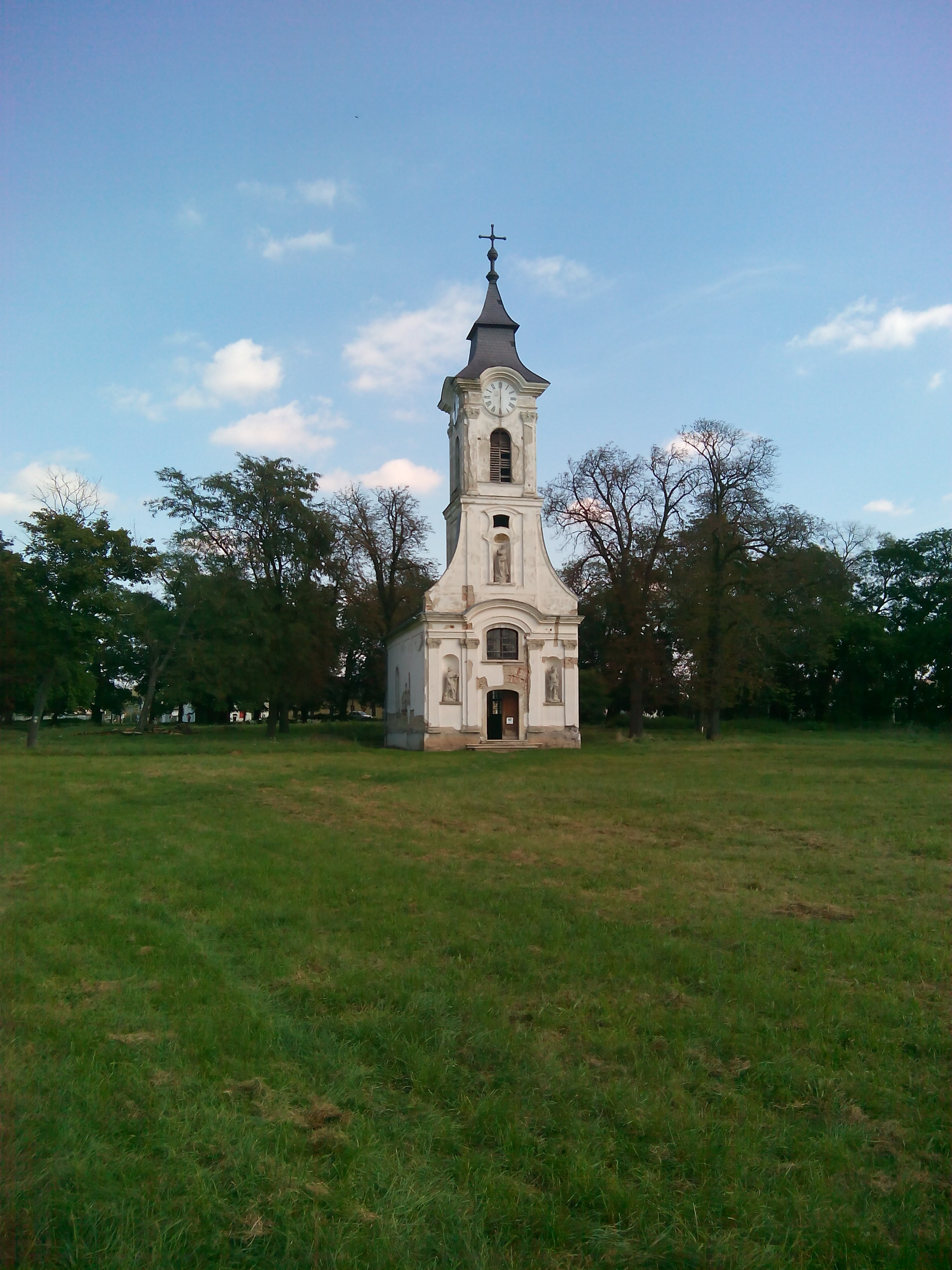
Kápolna
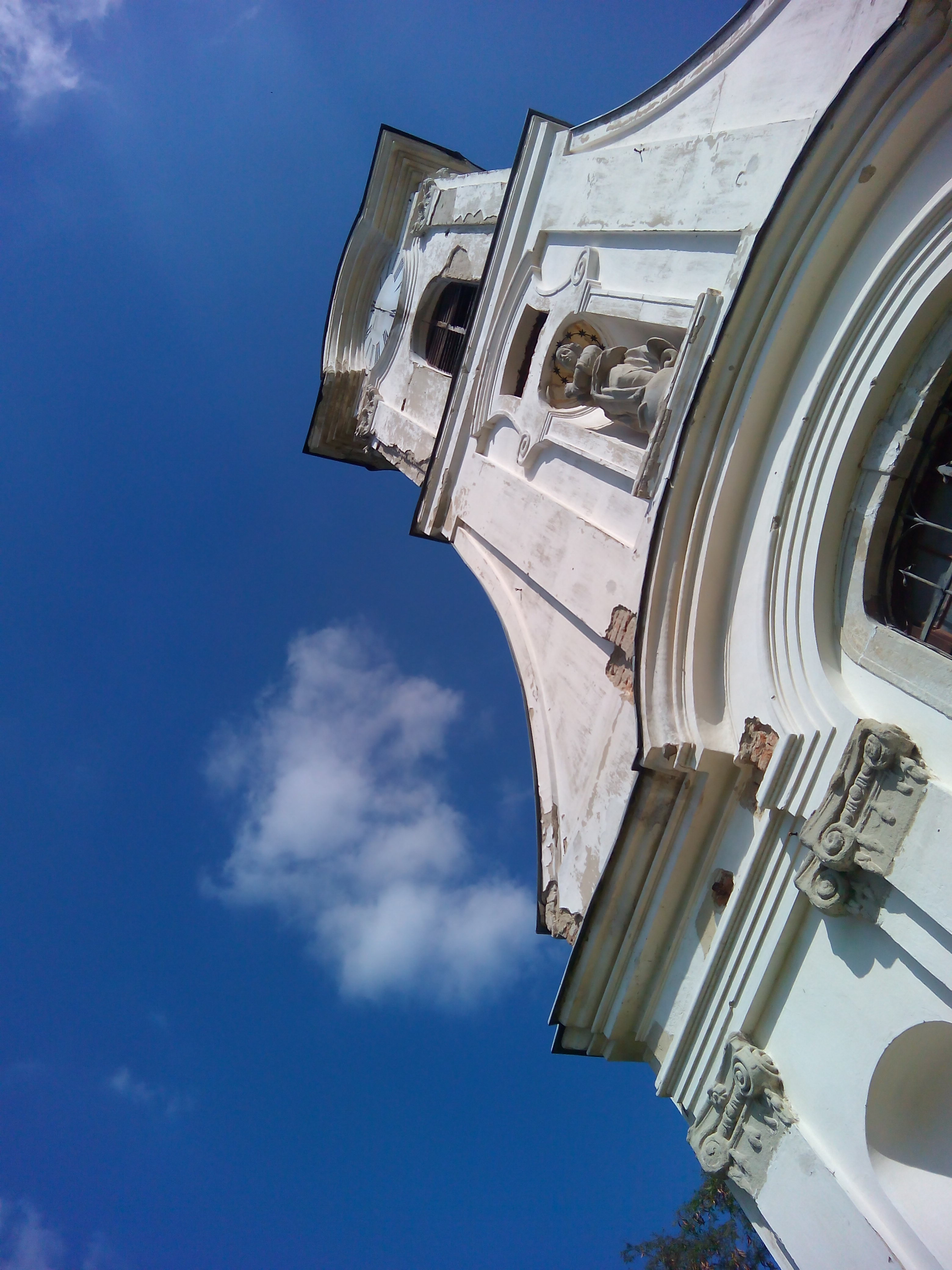
Kápolna torony
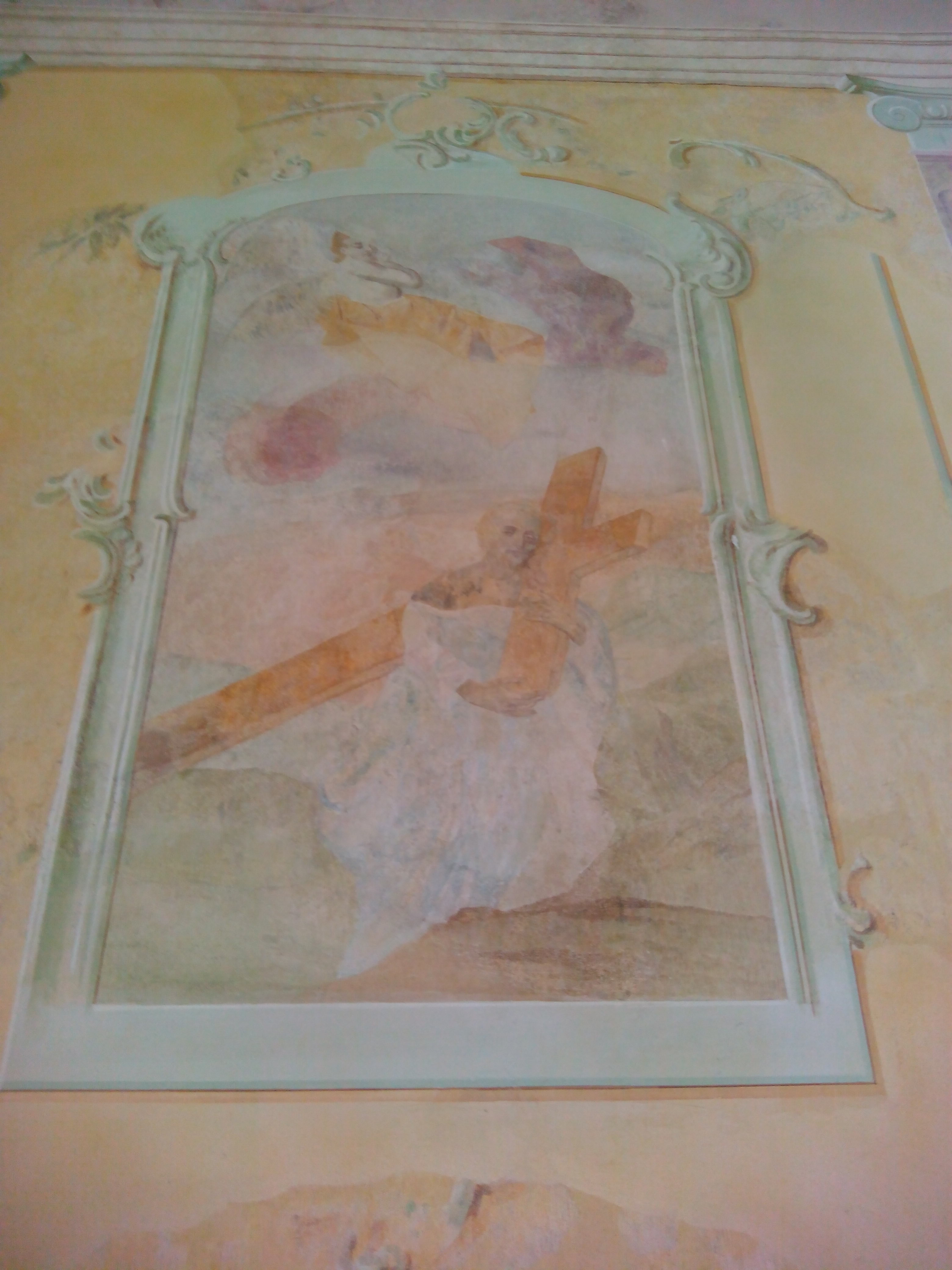
Kápolnafreskó